# Grêmio Esportivo Renner
O Grêmio Esportivo Renner foi um clube de futebol brasileiro com sede na cidade de Porto Alegre, no estado do Rio Grande do Sul. Foi fundado em 27 de julho de 1931,  após mobilização de funcionários da indústria têxtil A.J. Renner que queriam jogar futebol, e obteve um relativo sucesso ao longo de sua curta história.
O clube fechou seu departamento de futebol no ano de 1957, mesmo assim manteve por quarenta e quatro anos a marca de ser o único campeão estadual neste período, além da dupla Grenal. O Juventude seria o responsável pelo fim dessa história de mais de quatro décadas ao ser campeão estadual em 1998.
Um dos grandes jogadores da história do clube foi Ênio Andrade, que mais tarde como treinador se sagraria campeão brasileiro por três clubes diferentes: Coritiba, Grêmio e Internacional.

## História
O Renner foi fundado no dia 27 de julho de 1931, por Victor Gottschold, Avelino Amaral e Apolinário Corrêa, entre outros, todos funcionários da A. J. Renner & Cia. O clube realizou seus primeiros jogos na Rua Frederico Mentz, no bairro Navegantes. Inicialmente, a intenção era apenas a recreação dos funcionários, mas o dono da empresa viu potencial no time e passou a apoiá-lo. Sua torcida era, em maior parte, do próprio bairro e os jogadores da indústria local.
Em 15 de novembro de 1935, o Renner inaugurou seu estádio na rua Sertório (esquina com a avenida Eduardo, atual Presidente Roosevelt), vencendo o Taquarense por 5–4. O estádio foi construído em um terreno doado por Antônio Jacob Renner, ao ficar incomodado com as condições ruins do campo da Rua São José (atual Rua Frederico Mentz) e prometer ajuda aos funcionários. Em 1936, o clube participou da fundação da Liga Atlética Porto Alegrense (LAPA), ao lado do Portuário, Rio Guahyba, Gloriense e Arrozeira Brasileira. Em 1937, com a divisão da principal liga portoalegrense, o Renner abandonou a LAPA e ingressou na facção da Associação Metropolitana Gaúcha de Esportes Atléticos que manteve-se fiel à CBD (AMGEA cebedense).
Em 1938, o clube venceu o Torneio Início e o Campeonato Municipal, disputando o campeonato gaúcho. Com a unificação do futebol porto-alegrense, realizou-se, no primeiro semestre de 1939, o Torneio Relâmpago, com onze equipes e que classificaria os cinco primeiros para a Primeira Divisão do Futebol, ficando os restantes na Segunda Divisão. Renner, Cruzeiro e Americano terminaram o torneio empatados em 4º lugar. No "Torneio Desempate", o Renner ficou em último, perdendo a vaga na elite gaúcha.
Em 1940, o Renner analisou a possibilidade de alterar seu nome para Industrial ou Navegantes, para adequar-se aos estatutos da AMGEA. Nesta temporada, com uma grande campanha na Segunda Divisão gaúcha, o clube teve seu atacante Caburé (artilheiro da competição) convocado para a Seleção Brasileira que disputaria o Campeonato Sul-Americano, na Bolívia (os clubes gaúchos recusaram-se a ceder seus atletas e Caburé jamais jogou pela Seleção). Precisando apenas de um empate para ganhar o campeonato da Segunda Divisão, o clube perdeu para o Porto Alegre, desperdiçando a chance de subir à Primeira Divisão. No ano seguinte, o Renner resolveu não inscrever-se para disputar o campeonato da Segunda Divisão.
Em 1942, o Renner venceu o campeonato da Segunda Divisão gaúcha, mas não conseguiu o acesso. Em 1944, novamente consegue o título, conquistando o direito de ascender à série principal. Em 1942, o clube havia se profissionalizado. Em 1951, o Renner foi vice-campeão juvenil, repetindo o feito em 1953 e 1957. Mas o grande momento do Renner foi na temporada de 1954, o clube sagrou-se Campeão Gaúcho com três rodadas de antecipação, ao vencer o Juventude por 9 a 2, no dia 8 de janeiro de 1955. Em seguida, conquistou o Campeonato Gaúcho de 1954, em um quadrangular com Brasil de Pelotas, Ferro Carril de Uruguaiana e Gabrielense de São Gabriel. O título foi conquistado no dia 3 de abril de 1955, com a vitória do Renner sobre o Brasil de Pelotas por 3 a 0, no Estádio Tiradentes, gols de Breno (2) e Pedrinho. O time campeão entrou em campo com a seguinte escalação: Valdir de Moraes, Bonzo, Ênio Rodrigues, Orlando (Olavo) e Paulistinha; Leo e Ênio Andrade; Pedrinho, Breno Melo, Juarez e Joelcy. A campanha desse ano foi tão arrasadora que o time recebeu o apelido de Papão de 54.
Em 1957, depois de disputar o Torneio Triangular de Porto Alegre, participou do Torneio Quadrangular do Rio de Janeiro, contra Bangu, Fluminense e Vasco. 
O final da década de 1950 marcou um período de crise do clube. Como no final de cada temporada a empresa A. J. Renner tinha de cobrir o rombo financeiro, após o campeonato de 1957, decidiu-se extinguir o clube.
Atualmente, há um memorial do clube, na avenida Câncio Gomes, bairro Floresta.

## Títulos

### Estaduais
- Campeonato Gaúcho: 1954
- Campeonato Citadino de Porto Alegre: 1938, 1954

### Outras conquistas
- Torneio Extra de Porto Alegre: 1947
- Torneio Triangular de Porto Alegre: 1950
- Torneio da Associação dos Cronistas Esportivos de Porto Alegre: 1956

## Estatísticas

### Participações
| Competição        | Competição        | Temporadas | Melhor campanha | Estreia | Última |
| Rio Grande do Sul | Campeonato Gaúcho | 2          | Campeão (1954)  | 1938    | 1954   |

## Artilheiros
- Artilheiros do Campeonato Gaúcho

1. Breno Mello - 1954.
2. Joeci - 1954.

## Ídolos
- Ênio Andrade
- Valdir de Moraes
- Breno Mello
- Luiz Vilson

## Bibliogafia
- MICHIELIN, Francisco. Uma Vez para Sempre. Maneco, 2009.